# Docks de France
 (décembre 2014).
Docks de France est un ancien groupe distributeur français, racheté en 1996 par Auchan.

## Histoire
- 1904 : Toulouse et Picard créent, à Tours, la Société Docks du Centre.
- 1957 : Docks de France, s'installe dans la région parisienne.
- 1963 : le premier hypermarché français ouvre ses portes.
- 1966 : Le Groupe Docks de France ouvre son premier hyper-marché sous l'enseigne SuperSuma.
- de 1964 à 1993 le groupe Docks de France rachète plusieurs sociétés régionales
- 1968 : Création de la filiale Sabeco en Espagne
- 1969 : Création des hypermarchés Mammouth
- 1978 : Création de la filiale Lil'Champ Food Stores aux États-Unis,
- 1979 : Rachat de La Ruche Picarde,
- 1980 : Rachat de la Cofradel,
- 1982 : Création d'Atac,
- 1986 : Création de Super Pakbo formule de magasins entrepôts[1],
- 1987 : Rachat des Économats du Centre,
- 1991 : Fin de l'expérience Super Pakbo,
- 1993 : Rachat de la Société Alsacienne de Supermarchés marque Suma[2][source insuffisante],
- 1995 : Prise de participation dans une société de distribution en Pologne,
- 1996 : OPA d'Auchan sur l'ensemble du groupe Docks de France[3]
- 1998 : La Société de Distribution de l'Ouest, la Société de Distribution du Centre, la Société de Distribution Alsacienne, la Société Lyonnaise de Distribution et la société de Distribution la Ruche Picarde fusionnent avec la Société de Distribution Parisienne qui prend le nom de Atac.
- 1999 : Réorganisation du groupe Auchan :
  - Les enseignes spécialisées dans les hypermarchés Auchan et Mammouth fusionnent sous le nom de Auchan
  - Les enseignes spécialisées dans les supermarchés et les magasins de proximité Atac (sauf ceux du groupe Schiever) et certains Éco Service du groupe fusionnent sous le nom Atac, puis changeront de nom pour Simply Market à partir de 2009, avant de devenir des Auchan Supermarché en mars 2017.